# Raphidioptera
Raphidioptera là một bộ côn trùng bao gồm khoảng 210 loài còn tồn tại. Trước đây Raphidioptera cùng với Megaloptera được đặt trong Neuroptera nhưng hiện tại chúng được xem là hai bộ riêng biệt.
Raphidioptera trưởng thành lẫn ấu trùng đều ăn thịt. Chúng khá phổ biến ở các vùng ôn đới châu Âu và châu Á, nhưng tại Bắc Mỹ thì chỉ xuất hiện riêng ở miền Tây nước Mỹ, cụ thể là tại dãy Rocky và xa hơn về phía tây, bao gồm các sa mạc phía tây nam.

## Phân loại
Bộ Raphidioptera
- Phân bộ †Priscaenigmatomorpha Engel 2002
  - Họ †Priscaenigmatidae Engel, 2002
    - Chi †Hondelagia Bode, 1953 (kỷ Jura sớm; Đức)
    - Chi †Priscaenigma Whalley, 1985 (Jura Hạ; Anh)
- Phân bộ Raphidiomorpha
  - Họ †Baissopteridae Martynova, 1961
    - Chi †Austroraphidia Willmann, 1994 (Phấn trắng sớm; Brasil)
    - Chi †Baissoptera Martynova, 1961 (Jura Thượng-Phấn trắng sớm; Brasil, Trung Quốc, Nga)
    - Chi †Cretoraphidia Ponomarenko, 1993 (Jura Thượng-Phấn trắng sớm; Nga)
    - Chi †Cretoraphidiopsis Engel, 2002 (Phấn trắng sớm; Mông Cổ)
    - Chi †Lugala Willmann, 1994 (Phấn trắng sớm; Mông Cổ)

  - Họ Inocelliidae Navás
    - Phân họ †Electrinocelliinae Engel, 1995
      - Chi †Electrinocellia Engel, 1995 (Eocen, hổ phách ở Baltic)

    - Phân họ Inocelliinae Engel, 1995
      - Chi Amurinocellia Aspöck & Aspöck, 1973 (gần đây)
      - Chi Fibla Navás, 1915 (Eocen-gần đây; Hóa thạch: hổ phách ở Baltic, Tây Ban Nha, Hoa Kỳ)
      - Chi Indianoinocellia (gần đây)
      - Chi Inocellia Schneider, 1843 (gần đây)
      - Chi Negha Navas 1916 (gần đây)
      - Chi Parainocellia (gần đây)
      - Chi Sininocellia (gần đây)
      - Chi †Succinofibla Aspöck & Aspöck, 2004 (Eocen, hổ phách ở Baltic)

  - Họ †Metaraphidiidae Bechly và Wolf-Schwenninger, 2011 
    - Chi †Metaraphidia Whalley, 1985 (Jura Hạ; Anh, Germany)

  - Họ Mesoraphidiidae Martynov, 1925 (= Alloraphidiidae, Huaxiaraphidiidae, Sinoraphidiidae và Jilinoraphidiidae)Amarantoraphidia
    - Phân họ Alloraphidiinae

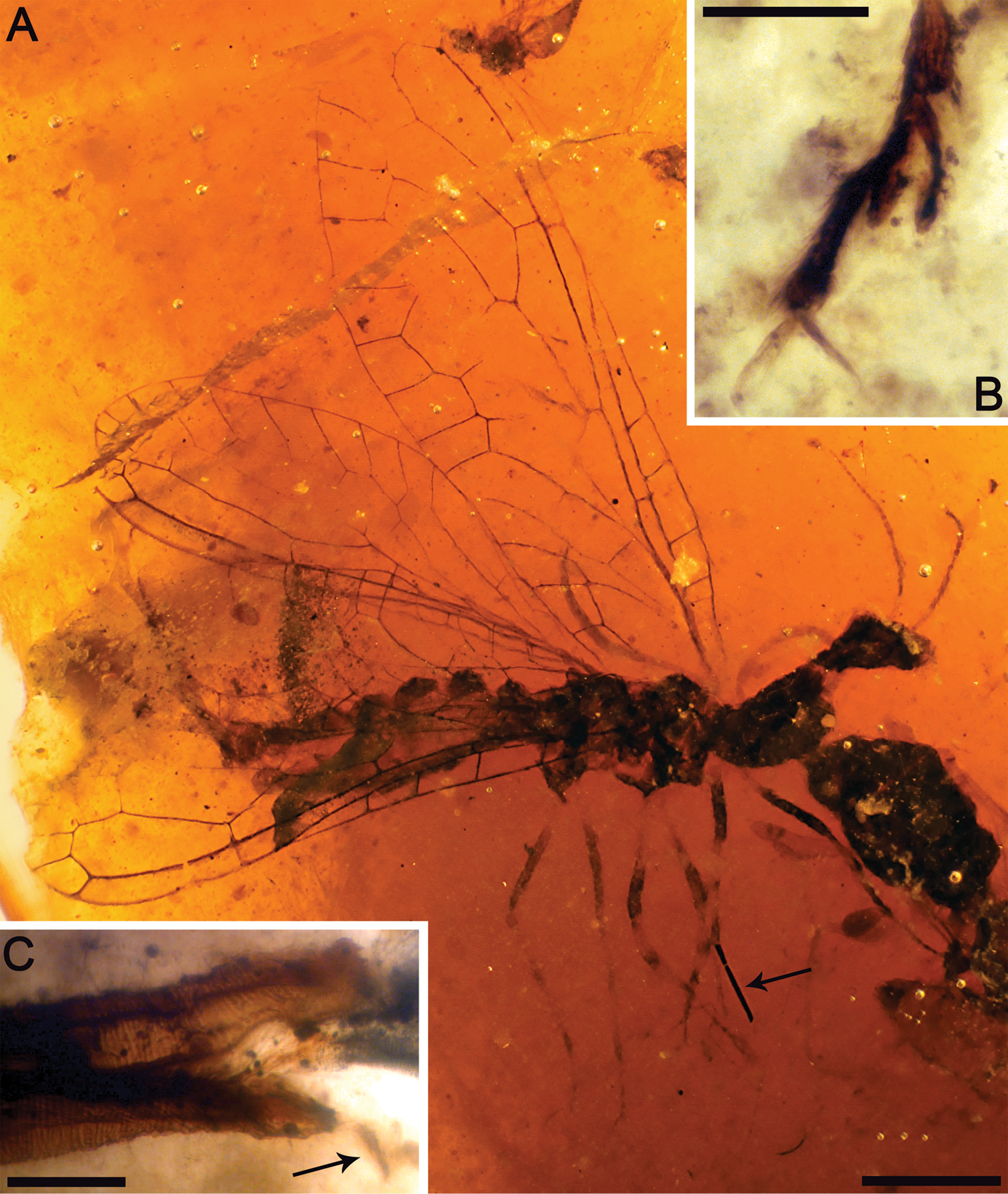
Amarantoraphidia

      - Chi Alloraphidia Carpenter, 1967 (Jura Thượng-Middle kỷ Phấn trắng; Canada, Trung Quốc, Mông Cổ, Nga)
      - Chi Archeraphidia Ponomarenko, 1988 (Jura Thượng-Phấn trắng sớm; Nga, Mông Cổ)
      - Chi Pararaphidia Willmann, 1994 (Jura Thượng-Phấn trắng sớm; Nga, Mông Cổ)

    - Phân họ Mesoraphidiinae
      - Chi Baisoraphidia Ponomarenko, 1993 (Jura Thượng-Phấn trắng sớm; Nga)
      - Chi Cretinocellia Ponomarenko, 1988 (Phấn trắng sớm; Mông Cổ)
      - Chi Huaxiaraphidia Hong, 1992 (Phấn trắng sớm; Trung Quốc)
      - Chi Jilinoraphidia Hong và Chang, 1989 (Phấn trắng sớm; Trung Quốc)
      - Chi Kezuoraphidia Willmann, 1994 (Phấn trắng sớm; Trung Quốc)
      - Chi Mesoraphidia Martynov, 1925 (Jura Thượng-Upper kỷ Phấn trắng; Trung Quốc, Kazakhstan, Mông Cổ, Hoa Kỳ)Necroraphidia

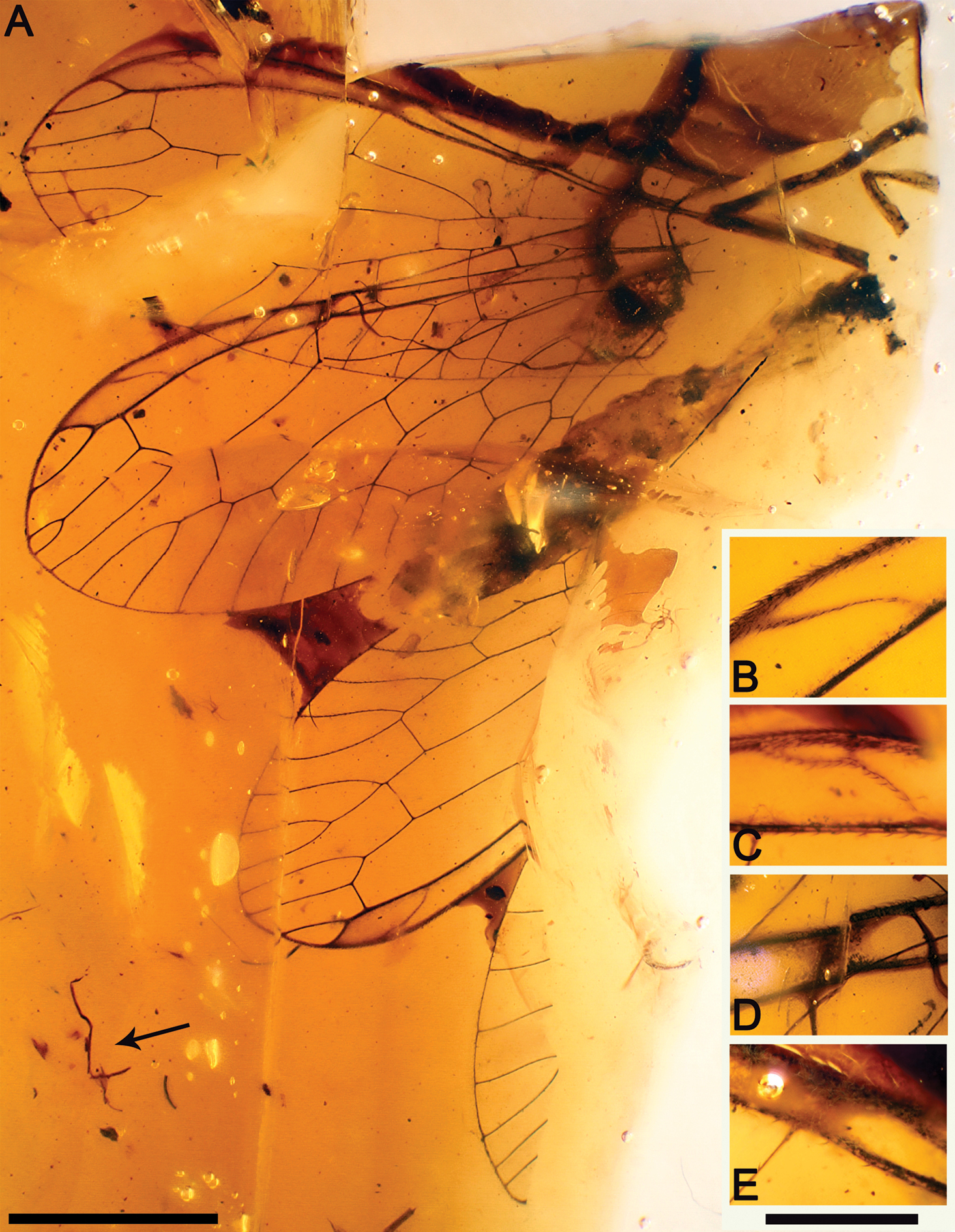
Necroraphidia

      - Chi Proraphidia Martynova, 1947 (Jura Thượng-Phấn trắng sớm; Anh, Kazakhstan, Tây Ban Nha)
      - Chi Siboptera Ponomarenko, 1993 (Jura Thượng-Phấn trắng sớm; Trung Quốc, Nga)
      - Chi Sinoraphidia Hong, 1982 (Jura Thượng; Trung Quốc)
      - Chi Xuraphidia Hong, 1992 (Phấn trắng sớm; Trung Quốc)Styporaphidia? hispanica

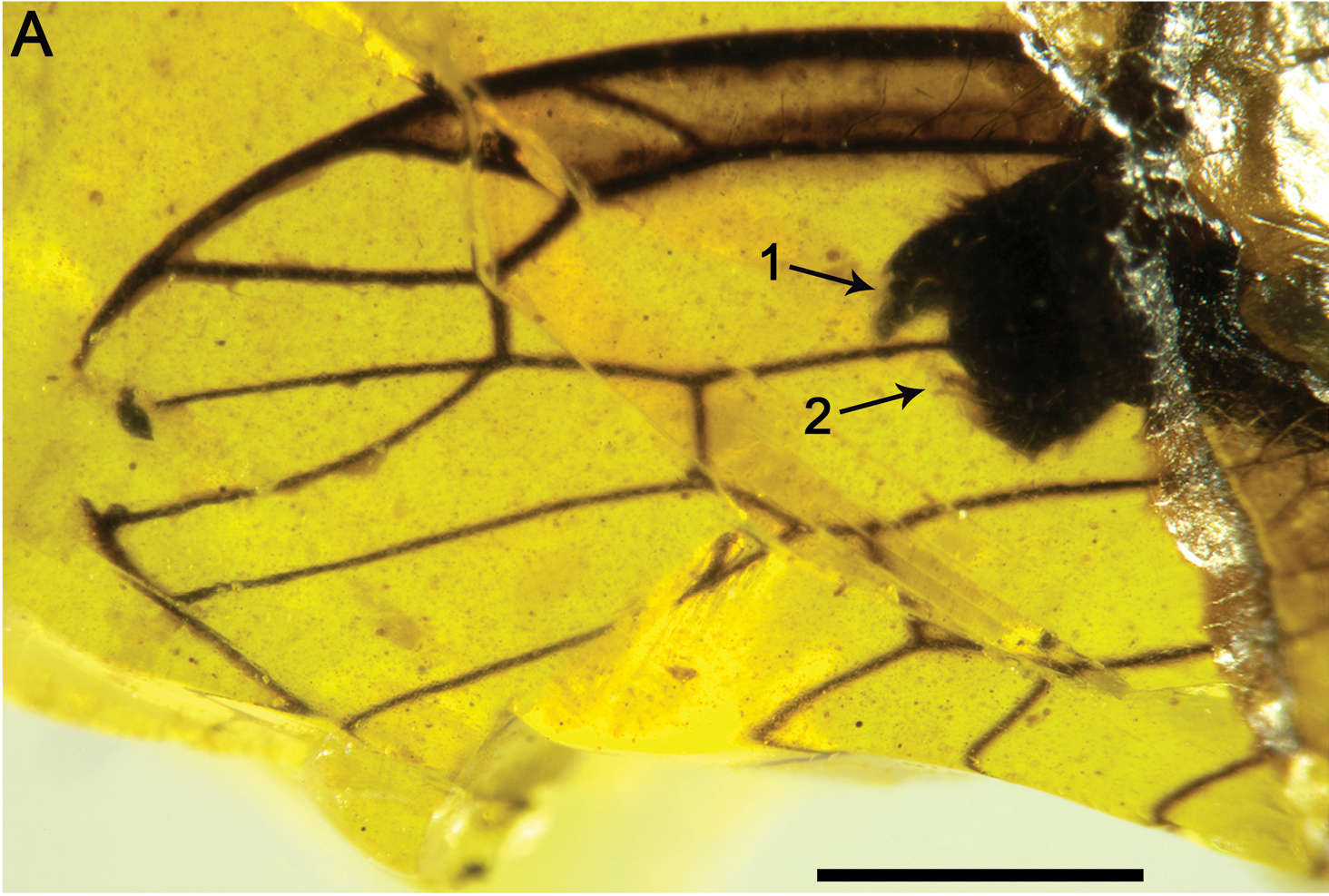
Styporaphidia? hispanica

      - Chi Yanoraphidia Ren, 1995 (kỷ Phấn trắng)
      - Tông Nanoraphidiini
        - Chi Cantabroraphidia Pérez-de la Fuente, Nel, Peñalver & Delclòs, 2010 (Albi; Tây Ban Nha)
        - Chi Grimaldiraphidia Bechly và Wolf-Schwenninger, 2011 (Tureni; New Jersey, Hoa Kỳ)
        - Chi Nanoraphidia Engel, 2002 (Albi; Myanma)
        - Chi Lebanoraphidia Bechly & Wolf-Schwenninger, 2011 (Neocoom, Liban)

    - Phân họ Ororaphidiinae
      - Chi Caloraphidia Ren, 1997 (kỷ Phấn trắng, Trung Quốc)
      - Chi Necroraphidia Pérez-de la Fuente, Peñalver, Delclòs & Engel, 2012 (Albi, Tây Ban Nha)
      - Chi Ororaphidia Engel & Ren 2008 (Jura Trung, Trung Quốc)
      - Chi Styporaphidia Engel & Ren 2008 (Jura Trung, Trung Quốc)

    - Phân họ"incertae sedis"
      - Chi Alavaraphidia Pérez-de la Fuente, Peñalver, Delclòs & Engel, 2012 (Albi, Tây Ban Nha)
      - Chi Amarantoraphidia Pérez-de la Fuente, Peñalver, Delclòs & Engel, 2012 (Albi, Tây Ban Nha)
      - Chi Iberoraphidia Jepson, Ansorge & Jarzembowski, 2011 (kỷ Phấn trắng)

  - Phân họ Raphidiidae Latreille
    - Chi Africoraphidia (gần đây)
    - Chi Agullla Navas 1914 (gần đây)
    - Chi Alena Navas 1916 (gần đây)
    - Chi Atlantoraphidia (gần đây)
    - Chi Calabroraphidia (gần đây)
    - Chi Dichrostigma (gần đây)
    - Chi Harraphidia (gần đây)
    - Chi Hispanoraphidia (gần đây)
    - Chi Iranoraphidia (gần đây)
    - Chi Italoraphidia (gần đây)
    - Chi Mauroraphidia (gần đây)
    - Chi Mongoloraphidia (gần đây)
    - Chi Ohmella H. Aspöck & U. Aspöck (Oligocen-gần đây)
    - Chi Ornatoraphidia (gần đây)
    - Chi Parvoraphidia (gần đây)
    - Chi Phaeostigma (gần đây)
    - Chi Puncha (gần đây)
    - Chi Raphidia Linné, 1758 (Eocen-gần đây)
    - Chi Raphidilla (gần đây)
    - Chi Subilla (gần đây)
    - Chi Tadshikoraphidia (gần đây)
    - Chi Tauroraphidia (gần đây)
    - Chi Tjederiraphidia (gần đây)
    - Chi Turcoraphidia (gần đây)
    - Chi Ulrike (gần đây)
    - Chi Venustoraphidia (gần đây)

  - Họ Incertae sedis
    - Chi †Archiinocellia Handlirsch, 1910 (Thế Oligocene; Canada)
    - Chi †Arariperaphidia Martins-Neto & Vulcano, 1989 (Phấn trắng sớm; Brasil)